# حمام و آب‌انبار سربالای فیروزآباد
حمام و آب انبار سربالای فیروزآباد مربوط به دوره صفوی است و در میبد، فیروز آباد، شمال راسته بازار بابک، محله سربالا واقع شده و این اثر در تاریخ ۲ بهمن ۱۳۸۲ با شمارهٔ ثبت ۱۰۸۹۲ به‌عنوان یکی از آثار ملی ایران به ثبت رسیده است.